# Fairfax (Califórnia)
Fairfax é uma vila localizada no estado americano da Califórnia, no Condado de Marin. Foi incorporada em 2 de março de 1931.
Pertence à rede das Cidades Cittaslow.

## Geografia
De acordo com o United States Census Bureau, a cidade tem uma área de 2,20 milha quadradas (5,7 km2), onde todos os 5,7 km² estão cobertos por terra.

### Localidades na vizinhança
O diagrama seguinte representa as localidades num raio de 8 km ao redor de Fairfax.

## Demografia
Segundo o censo nacional de 2020, a sua população é de 7 605 habitantes. No censo nacional de 2010, sua densidade populacional era de 1 305,90 hab/km² e eram 3 585 residências, que resultou em uma densidade de 629,17 residências/km².